# Liste der Wappen im Schwalm-Eder-Kreis
Diese Liste zeigt die Wappen der Städte und Gemeinden sowie Wappen von ehemals selbständigen Gemeinden und aufgelösten Landkreisen im Schwalm-Eder-Kreis in Hessen.
In dieser Liste werden die Wappen mit dem Gemeindelink angezeigt.

Schwalm-Eder-Kreis[1]
Lage des Schwalm-Eder-Kreises in Hessen
Lage des Schwalm-Eder-Kreises in Deutschland

## Wappen der Städte und Gemeinden
- Gemeinde
Bad Zwesten[2]
- Stadt
Borken[3]
- Gemeinde
Edermünde[4]
- Stadt
Felsberg[5]
- Gemeinde
Frielendorf[6]
- Stadt
Fritzlar[7]
- Gemeinde
Gilserberg[8]
- Stadt
Gudensberg[9]
- Gemeinde
Guxhagen[10]
- Kreisstadt
Homberg (Efze)[11]
- Gemeinde
Jesberg[12]
- Gemeinde
Knüllwald[13]
- Gemeinde
Körle[14]
- Gemeinde
Malsfeld[15]
- Stadt
Melsungen[16]
- Gemeinde
Morschen[17]
- Gemeinde
Neuental[18]
- Stadt
Neukirchen[19]
- Stadt
Niedenstein[20]
- Gemeinde
Oberaula[21]
- Gemeinde
Ottrau[22]
- Gemeinde
Schrecksbach[23]
- Stadt
Schwalmstadt[24]
- Stadt
Schwarzenborn[25]
- Stadt
Spangenberg[26]
- Gemeinde
Wabern[27]
- Gemeinde
Willingshausen[28]

## Wappen ehemaliger Landkreise

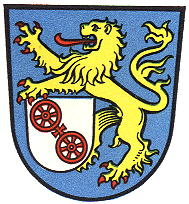
Landkreis Fritzlar-Homberg
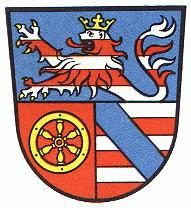
Landkreis Melsungen
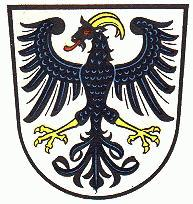
Landkreis Ziegenhain

## Wappen ehemaliger Städte und Gemeinden

Gemeinde Bad Zwesten
Stadt Schwalmstadt
Ortsteil Allendorf an der Landsburg

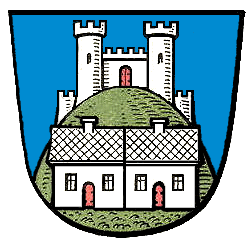
Stadt Schwalmstadt Ortsteil Allendorf an der Landsburg
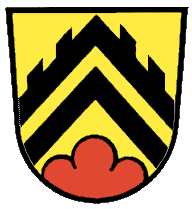
Stadt Felsberg Ortsteil Gensungen
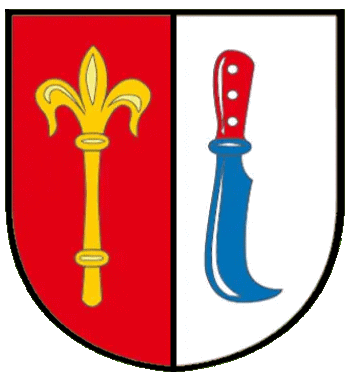
Gemeinde Morschen Ortsteil Neumorschen
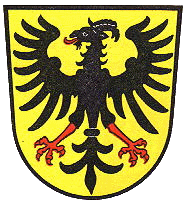
Stadt Schwalmstadt Ortsteil Treysa
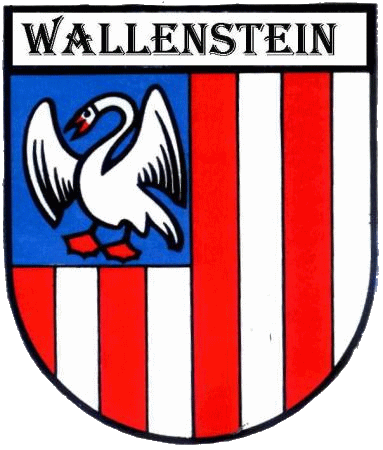
Gemeinde Knüllwald Ortsteil Wallenstein
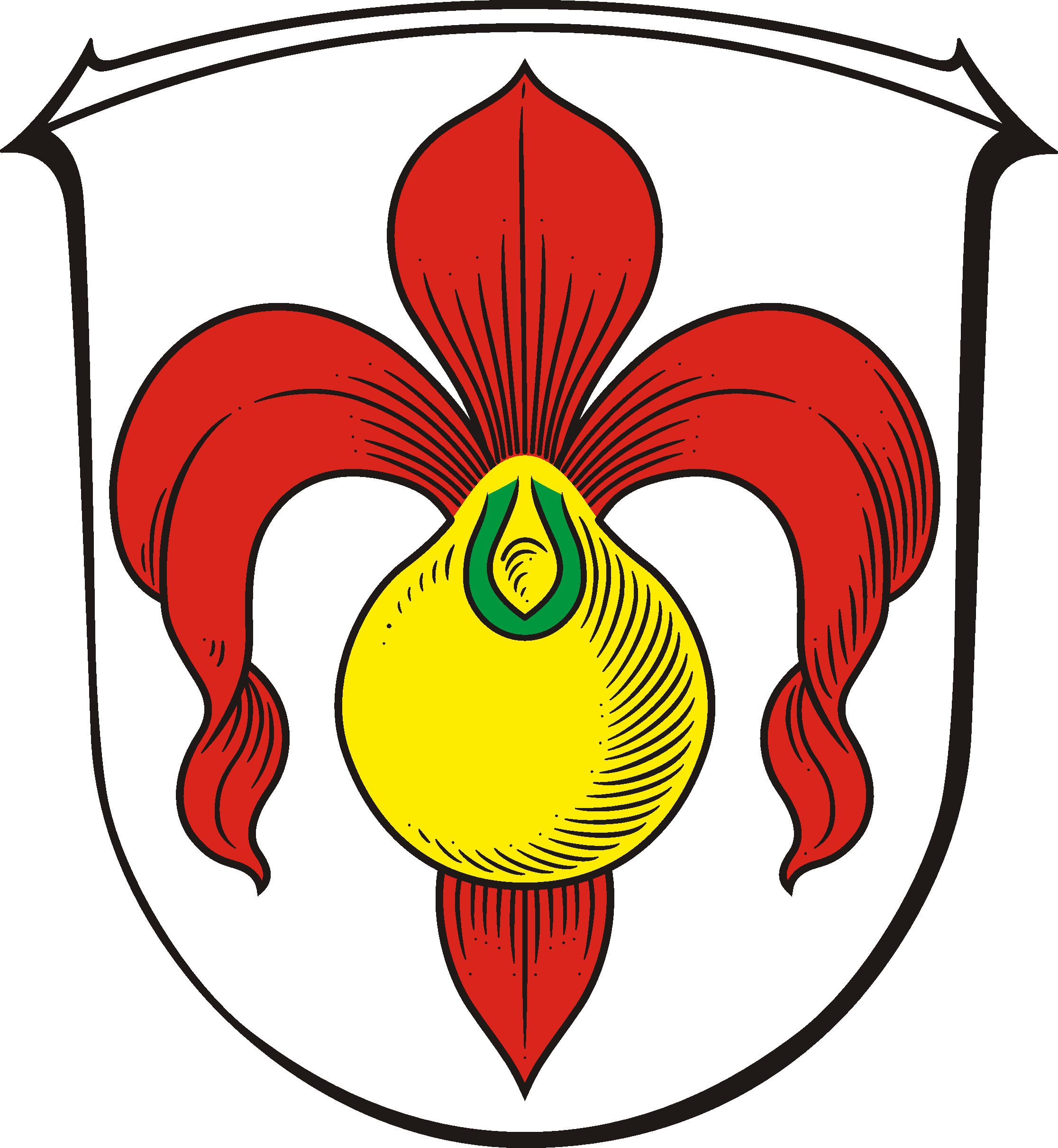
Gemeinde Morschen Ortsteil Wichte
Stadt Felsberg Ortsteil Wolfershausen
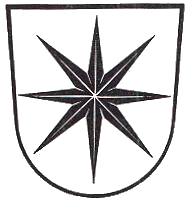
Stadt Fritzlar Ortsteil Züschen
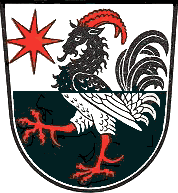
Stadt Schwalmstadt Ortsteil Ziegenhain
Gemeinde Morschen
Ortsteil Neumorschen[33]
Stadt Schwalmstadt
Ortsteil Treysa[34]
Gemeinde Knüllwald
Ortsteil Wallenstein[35]
- Gemeinde Morschen
Ortsteil Wichte[36]
Stadt Felsberg
Gemeinde Gilserberg
Ortsteil Wolfershausen[37]
Stadt Fritzlar
Gemeinde Guxhagen
Kreisstadt Homberg (Efze)
Gemeinde Jesberg
Gemeinde Knüllwald
Gemeinde Körle
Gemeinde Malsfeld
Ortsteil Züschen[38]
Stadt Schwalmstadt
Gemeinde Morschen
Gemeinde Neuental
Stadt Neukirchen
Stadt Niedenstein
Gemeinde Oberaula
Gemeinde Ottrau
Gemeinde Schrecksbach
Stadt Schwalmstadt
Stadt Schwarzenborn
Stadt Spangenberg
Gemeinde Wabern
Gemeinde Willingshausen
Ortsteil Ziegenhain[39]

## Blasonierungen
1. ↑  Landkreiswappen: „In Blau über drei erniedrigten silbernen Wellenbändern der golden gekrönte und bewehrte, fünfmal von Silber und Rot geteilte, wachsende hessische Löwe.“
2. ↑  Bad Zwesten: „In einem von Silber und Blau schräg-links geteilten Schild oben ein wachsender gold-gekrönter roter Löwe, unten ein silberner Becher mit aufsteigenden Sprudelperlen.“
3. ↑  Borken: „In Silber ein roter Löwe, auf der Schulter belegt mit einem sechsstrahligen silbernen Stern.“
4. ↑  Edermünde: „Im roten Schild unter einem erhöhten silbernen Wellengöpel ein silbernes, vierblättriges Kleeblatt.“
5. ↑  Felsberg: „Im von Rot und Silber gespaltenen Schild einen grünen Schräglinksbalken, belegt mit drei silbernen dreiblättrigen Kleeblättern.“
6. ↑  Frielendorf: „In Rot auf grünem Dreiberg einen mit einem schwarzen Spieß belegten silbernen Zinnenturm, begleitet von je einer goldenen Ähre mit je acht Körnern.“
7. ↑  Fritzlar: „In Silber zwei durch ein rotes Kreuz verbundene, schräg gestellte achtspeichige rote Räder.“
8. ↑  Gilserberg: „Im durch einen schrägrechten silbernen Wellenbalken geteilten Schild oben in Rot einen aus dem Wellenbalken hervorgehenden goldenen Zinnenturm, unten in Schwarz einen sechsstrahligen silbernen Stern.“
9. ↑  Gudensberg: „In Blau eine beiderseits ansteigende silberne Zinnenmauer, darüber zwei silberne Zinnentürme; über dem offenen Tor ein großes goldenes Kreuz mit Kugelenden.“
10. ↑  Guxhagen: „Im goldenen Schild über einem blauen Wellenbalken das schwarze Westwerk einer romanischen Kirche mit hohem Mittelturm, begleitet von je einem Zweig mit je drei grünen Eichenblättern.“
11. ↑  Homberg (Efze): „In blauem Schild oben ein rechtsgewendeter, unten zwei zur Mitte gewendete, rotbezungte und -bewehrte goldene Löwen.“
12. ↑  Jesberg: „Auf grünem Grund im oben offenen Kreis von 6 goldenen Eichblättern mit 5 goldenen Eicheln einen mit dem Wappen derer von Linsingen (in Rot drei blaue Balken, diese belegt mit 3:3:1 silbernen Linsen) belegten silbernen Turm mit drei Zinnen.“
13. ↑  Knüllwald: „Im grünen Schild ein sechsspeichiges silbernes Mühlrad mit sechzehn Schaufeln, begleitet rechts oben und links unten von einem schräglinken silbernen Wellenbalken.“
14. ↑  Körle: „In Silber über einem schrägrechten blauen Wellenbalken ein grünes, vierblättriges Kleeblatt.“
15. ↑  Malsfeld: „Im blauen Schild den siebenmal von Rot und Silber geteilten, goldbewehrten und rotgezungten hessischen Löwen, der seine linke Pranke auf einen Schild stützt, der im goldenen Feld zwei voneinander abgekehrte rote Straußenfedern zeigt.“
16. ↑  Melsungen: „In Blau über dem offenen Tor einer beiderseits ansteigenden silbernen Zinnenmauer ein breiter silberner Turm mit rotem Dach.“
17. ↑  Morschen: „Im grünen Schild unter drei und bewinkelt von vier weiteren silbernen Kleeblättern ein schräglinkes silbernes Winzermesser, schrägrechts überkreuzt von einem goldenen Lilienzepter.“
18. ↑  Neuental: „Im durch einen erniedrigten silbernen Wellenbalken geteilten Schild oben in Blau den viermal von Rot und Silber geteilten wachsenden hessischen Löwen, unten in Grün einen achtblättrigen silbernen Lindenzweig.“
19. ↑  Neukirchen: „In Gold ein rot bewehrter schwarzer Adler mit Ziegenkopf, der mit einem von Schwarz und Gold geteilten Brustschild belegt ist; darin oben ein sechsstrahliger silberner Stern.“
20. ↑  Niedenstein: „In Gold ein herschauender blauer Stechhelm mit rot-silberner Decke und silbernen Hörnern, zwischen denen ein roter Löwe steht.“
21. ↑  Oberaula: „In Blau auf einem goldenen Dreiberg, darin ein dreiblättriger Eichenbruch, eine rotbewehrte silberne Eule, begleitet von je drei sechsstrahligen silbernen Sternen.“
22. ↑  Ottrau: „Unter schwarzem Schildhaupt mit vier goldenen Sternen im silbernen Feld einen schwarzen Fischotter über einem blauen Wellenbalken.“
23. ↑  Schrecksbach: „Durch einen erniedrigten blauen Wellenbalken geteilt und zeigt oben in Gold eine grüne, sechsährige Garbe unter einem roten Schwälmer Häubchen, dessen schwarze Haubenbänder in roten Dreiecken enden und um die obere Hälfte der Garbe herumreichen, unten im goldenen Schildfuß ein siebenspeichiges Mühlrad mit sieben Schaufeln.“
24. ↑  Schwalmstadt: „In Gold ein schwarzer, rotbewehrter Ziegenadler, belegt mit einem roten Stern im silbernen Kreis.“
25. ↑  Schwarzenborn: „In Silber ein rot gezungter schwarzer Adler mit Ziegenkopf, im schwarzen Brustschild ein sechsstrahliger goldener Stern.“
26. ↑  Spangenberg: „In Rot vorne ein aufrechtes halbes goldenes Rad, hinten eine goldene Spange, die ein Bündel beblätterter goldener Stengel zusammenhält.“
27. ↑  Wabern: „Im blauen Schild auf silbernem Dreiberg ein stehender silberner Reiher, begleitet rechts unten von einer goldenen Zuckerrübe und links oben von dem durch eine goldene Krone überhöhten goldenen Buchstaben C.“
28. ↑  Willingshausen: „In Gold unter einer roten Schwälmer Haube, deren schwarze Haubenbänder auf beiden Seiten des Schildes nach unten fallen und in roten Dreiecken enden, in der Mitte des Schildes das Künstlerwappen (in Rot drei silberne Schilde (2:1)).“
29. ↑  Landkreis Fritzlar-Homberg: „In Blau ein rot bewehrter goldener Löwe, der die linke Vorderpranke auf einen silbernen Schild stützt, darin zwei schräg übereinander gestellte und durch ein rotes Kreuzchen verbundene sechsspeichige rote Räder.“
30. ↑  Landkreis Melsungen: „Geteilt und unten gespalten; oben in Blau ein wachsender, mehrfach von Silber und Rot geteilter, golden gekrönter Löwe, unten vorne in Rot ein sechsspeichiges goldenes Rad, hinten fünfmal geteilt von Silber und Rot, belegt mit einem blauen Schrägbalken.“
31. ↑  Landkreis Ziegenhain: „In Silber ein golden bewehrter und golden gehörnter, rot gezungter schwarzer Ziegenadler.“
32. ↑  Gensungen: „In Gold über rotem Dreiberg zwei schwarze Sparren, von denen der obere gezinnt ist.“
33. ↑  Neumorschen: „Gespalten von Rot und Silber, darin vorn ein goldenes Lilienzepter, hinten ein gestürztes blaues Rebmesser mit rotem Griff.“
34. ↑  Treysa: „In Gold ein rot bewehrter schwarzer Adler mit Ziegenkopf.“
35. ↑  Wallenstein: „In einem von Rot und Silber siebenmal gespaltenen Schild im rechten blauen Obereck ein steigender silberner Schwan mit ausgeschlagener roter Zunge.“
36. ↑  Wichte: „In Silber eine rotblättrige Frauenschuhblüte mit goldenem Kelch, dessen Rand grün abgefasst ist.“
37. ↑  Wolfershausen: „Von Silber und Blau geteilt; oben ein rot bewehrter springender Wolf, unten drei Ringe (2:1) in verwechselten Farben.“
38. ↑  Züschen: „In Silber ein achtstrahliger schwarzer Stern.“
39. ↑  Ziegenhain: „Geteilt von Silber und Schwarz, darauf in verwechselten Farben ein schreitender, rot bewehrter Hahn mit Ziegenkopf und rotem Gehörn; rechts oben ein achtstrahliger roter Stern.“